# Южноазиатские игры 2006
10-е Южноазиатские игры состоялись в Коломбо (Шри-Ланка) в 2006 году. Шри-Ланка второй раз принимала Южноазиатские игры (первый раз в 1991 году). Церемония открытия состоялась 18 августа, а закрытия — 28 августа. Спортсмены из 8 стран приняли участие в состязаниях по 20 видам спорта. 

## Виды спорта
- Академическая гребля
- Лёгкая атлетика
- Баскетбол
- Бокс
- Футбол
- Хоккей
- Дзюдо
- Кабадди
- Карате
- Велоспорт
- Сквош
- Стрелковый спорт
- Стрельба из лука
- Плавание
- Настольный теннис
- Волейбол
- Тяжёлая атлетика
- Тхэквандо
- Ушу
- Борьба

## Итоги Игр
| Место | Страна     | Золото | Серебро | Бронза | Всего |
| ----- | ---------- | ------ | ------- | ------ | ----- |
| 1     | Индия      | 118    | 59      | 37     | 214   |
| 2     | Пакистан   | 46     | 71      | 67     | 184   |
| 3     | Шри-Ланка  | 37     | 63      | 78     | 178   |
| 4     | Непал      | 15     | 14      | 31     | 60    |
| 5     | Афганистан | 6      | 7       | 18     | 31    |
| 6     | Бангладеш  | 3      | 15      | 32     | 50    |
| 7     | Бутан      | 0      | 3       | 10     | 13    |
| 8     | Мальдивы   | 0      | 0       | 0      | 0     |